# 1958 في البرازيل
فيما يلي قوائم الأحداث التي وقعت خلال عام 1958 في البرازيل.

## رياضة
- 1 يناير – نهائي كأس العالم لكرة القدم 1958

## مواليد

### يناير
- 28 يناير – إيديفالدو دي فريتاس لاعب كرة قدم برازيلي.

### فبراير
- 8 فبراير – مارينا سيلفا
- 16 فبراير – أوسكار شميت لاعب كرة سلة برازيلي.

### مارس
- 7 مارس – هيليو دوس أنجوس لاعب ومدرب كرة قدم برازيلي.

### أبريل
- 1 أبريل – تيتا لاعب كرة قدم برازيلي.

### يوليو
- 19 يوليو – دورا بريا

### أغسطس
- 4 أغسطس – بيتا لاعب كرة قدم برازيلي.
- 27 أغسطس – ماركوس باكيتا لاعب ومدرب كرة قدم برازيلي.
- 29 أغسطس – جونينيو فونسيكا لاعب كرة قدم برازيلي.

### سبتمبر
- 2 سبتمبر – أديلسون رودريغز ملاكم برازيلي.

### أكتوبر
- 22 أكتوبر – لويس كارلوس فيريرا لاعب كرة قدم برازيلي.

## وفيات

### يونيو
- 16 يونيو – نيريو راموس (مواليد 1888)